# 莱比锡老市政厅

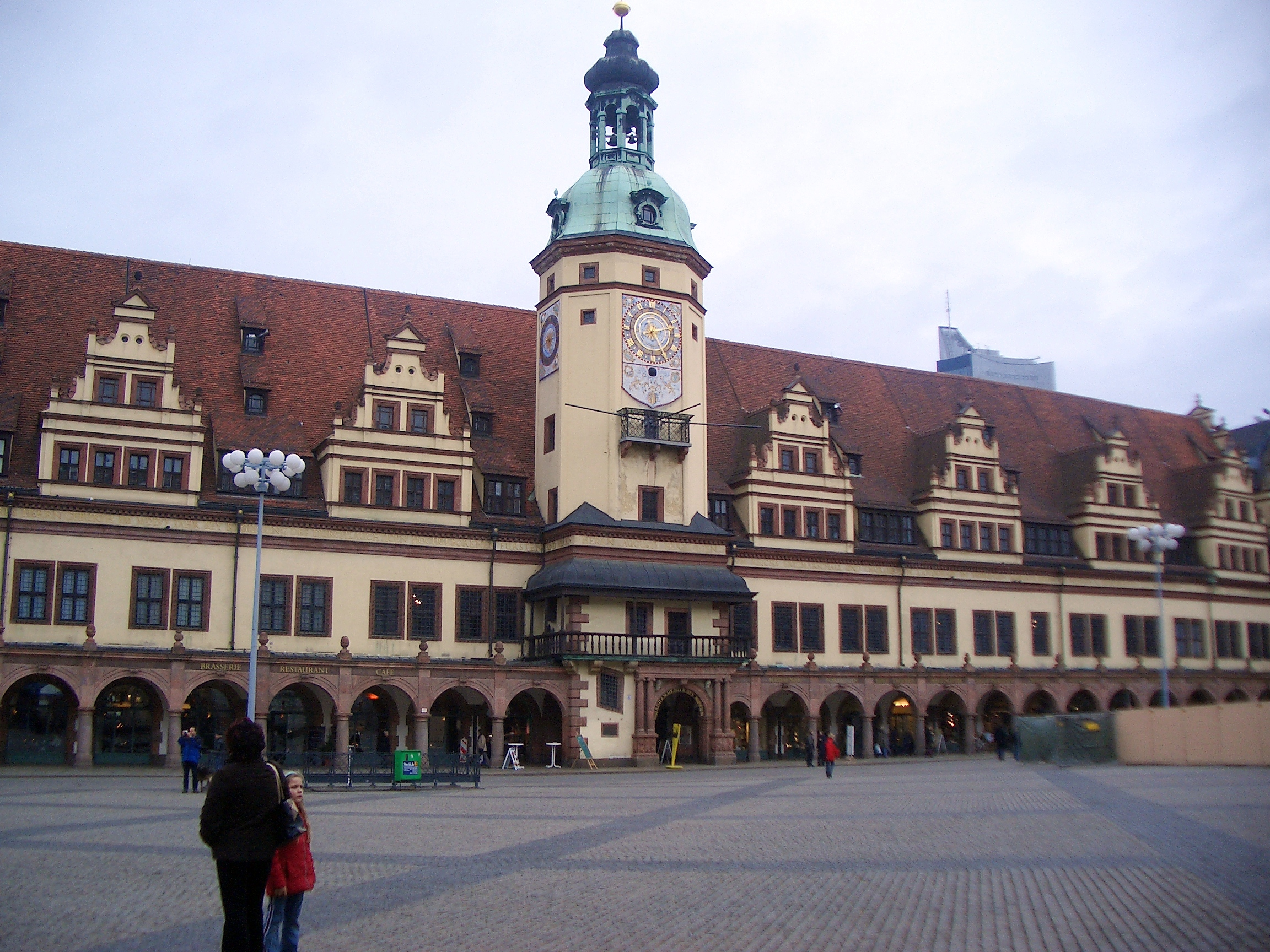
莱比锡老市政厅

莱比锡老市政厅（德語：Altes Rathaus）位于莱比锡市集广场（Markt）东侧，主宰着整个广场。后面是甜食市场（Naschmarkt）。 
老市政厅由市长和执政商人海欧纳莫斯·洛特修建于1556年至1557年，目前的建筑经过多次重建，多数属于20世纪初。 
老市政厅现在是德国最后一个也是最重要的文艺复兴纪念碑。自1905年起，市政府迁往莱比锡新市政厅（Neue Rathaus）。1905至1909年，老市政厅大幅改建和装修，改设城市历史博物馆（Stadtgeschichtliches Museum）。建筑内部值得一看的，首先是大厅，会议室，巴洛克后期的房间，金库和唯一正宗的约翰·塞巴斯蒂安·巴赫肖像风景（由埃利亚斯·戈特洛·奥斯曼），在会议厅有1723年他被任命为托马斯教堂合唱团团长（Thomaskantor）的文件。